# Child Bringing Bouquet to Woman
Child Bringing Bouquet to Woman (em tradução livre, Criança trazendo buquê para a mulher) é um filme mudo britânico em curta-metragem, realizado em 1887 pelo inventor e fotógrafo Eadweard Muybridge. Atualmente, pode ser visualizado pelo YouTube, encontrando-se em domínio público pela data em que foi realizado. 
Não se trata de um filme como entendemos hoje, mas de uma sequência de fotografias dispostas de forma a criar a impressão de movimento.

## Sinopse

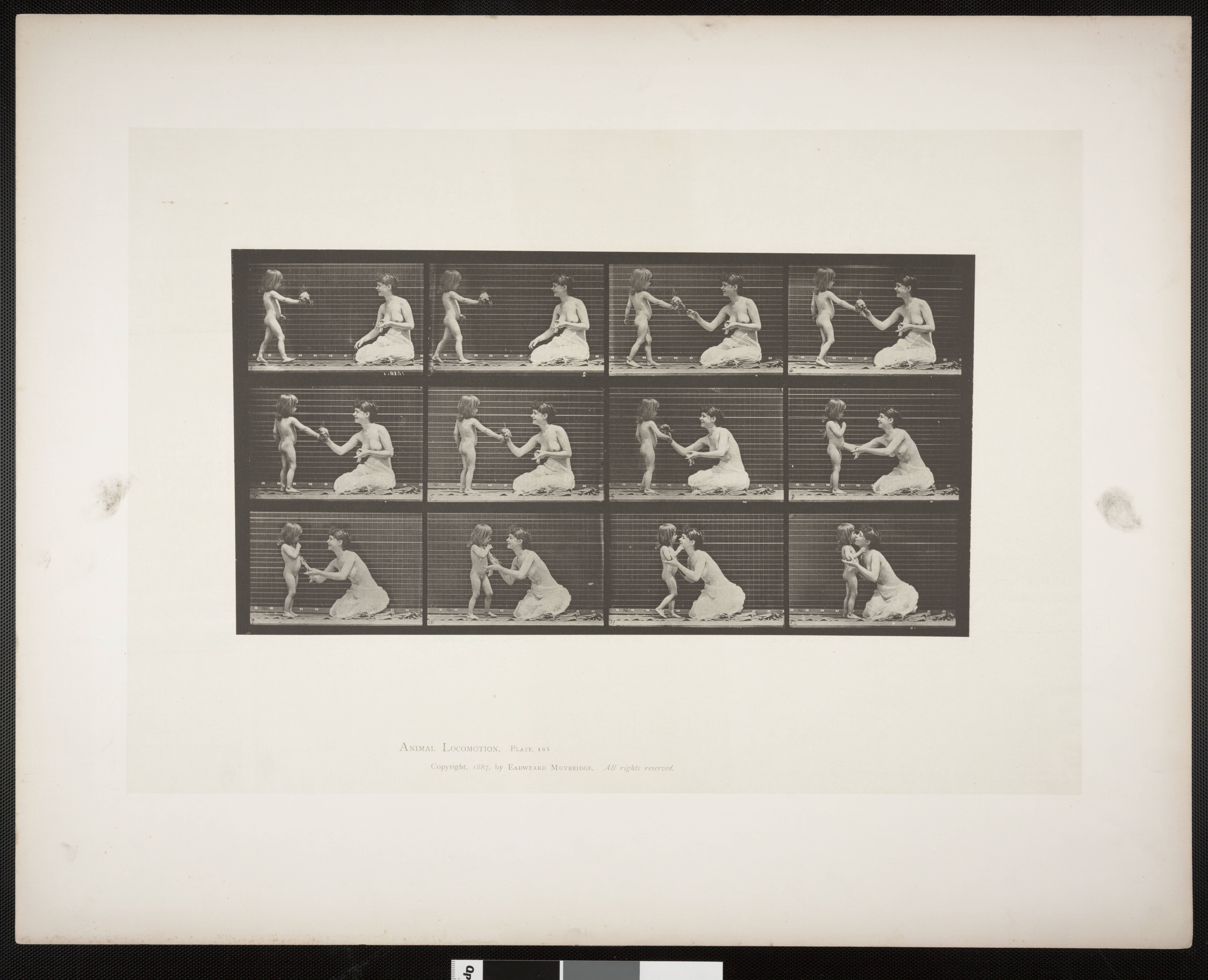
Sequência de fotos de "Child Bringing Bouquet to Woman"

Uma criança entrega um bouquet de flores a uma mulher em topless, que agradece com um beijo na bochecha. Torna-se, assim, o primeiro filme da história a exibir uma cena de nudez.